# Aspic (mythologie)

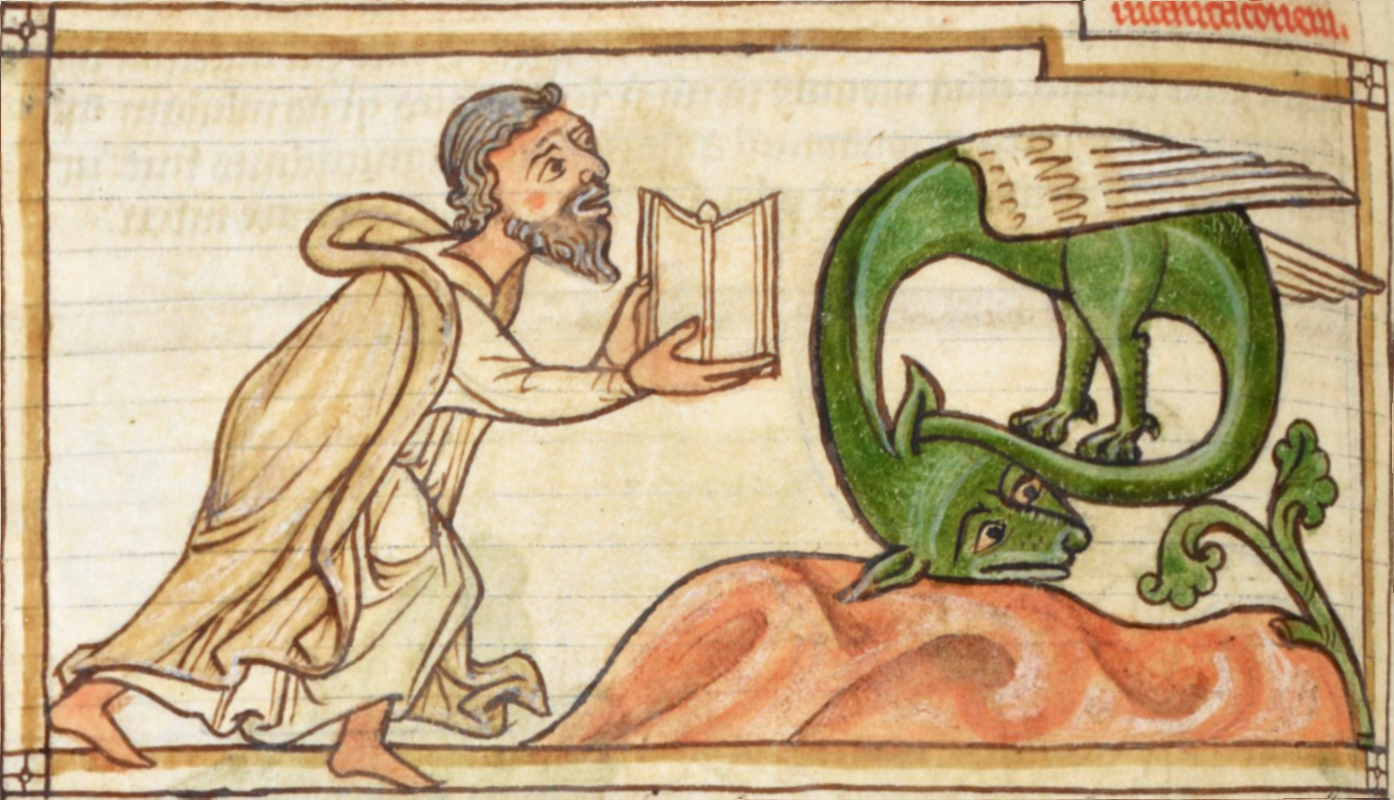
Illustration d'un aspic dans un bestiaire médiéval

Pour les articles homonymes, voir Aspic.
Dans la mythologie, l'aspic (Anglais : Asp, Latin : Aspis) est un serpent mortel, couronné d'une escarboucle.

## Description et caractéristiques
Voici un extrait de la description donnée dans l'Encyclopédie (1751) :

« Selon ces descriptions, l’aspic est un petit serpent plus allongé que la vipère ; ses dents sont longues & sortent de sa bouche comme les dents d’un sanglier. Pline dit qu’il a des dents creuses qui distillent du venin comme la queue d’un scorpion. Agricola rapporte que l’aspic a une odeur très-mauvaise, & qu’il a la même longueur & la même grosseur qu’une anguille médiocre. Élien prétend que ce serpent marche lentement ; que ses écailles sont rouges ; qu’il a sur le front deux caroncules qui ressemblent à deux callosités ; que son cou est gonflé, & qu’il répand son venin par la bouche. D’autres assurent que ses écailles sont fort brillantes, surtout lorsqu’il est exposé au soleil ; que ses yeux étincellent comme du feu, qu’il a quatre dents revêtues de membranes qui renferment du venin ; que les dents percent ces membranes lorsque l’animal mord, & qu’alors le venin en découle. »

— Daubenton, Vandenesse et le Blond, Encyclopédie ou Dictionnaire raisonné des sciences, des arts et des métiers.
Selon d'autres traditions folkloriques, il pourrait aussi avoir quatre pattes ou deux[réf. nécessaire]. Il raffolerait de la musique mais sait s'en protéger[réf. nécessaire] : afin de se protéger des paroles de l'enchantement permettant de lui dérober la précieuse escarboucle qu'il porte au front, il plaque une oreille contre le sol et bouche l'autre avec sa queue de manière à ne plus entendre les conjurations.
Il existerait plusieurs espèces d'aspic :
- l'aspic, ceux qui sont mordus meurent de soif ;
- le prialis, ceux qui sont mordus meurent en ayant l'impression de tomber dans le sommeil[4] ;
- l'haemorrhoïs, la victime perd tout son sang ;
- le praester, la victime enfle tellement qu'elle finit par en mourir.

## Historique de la croyance

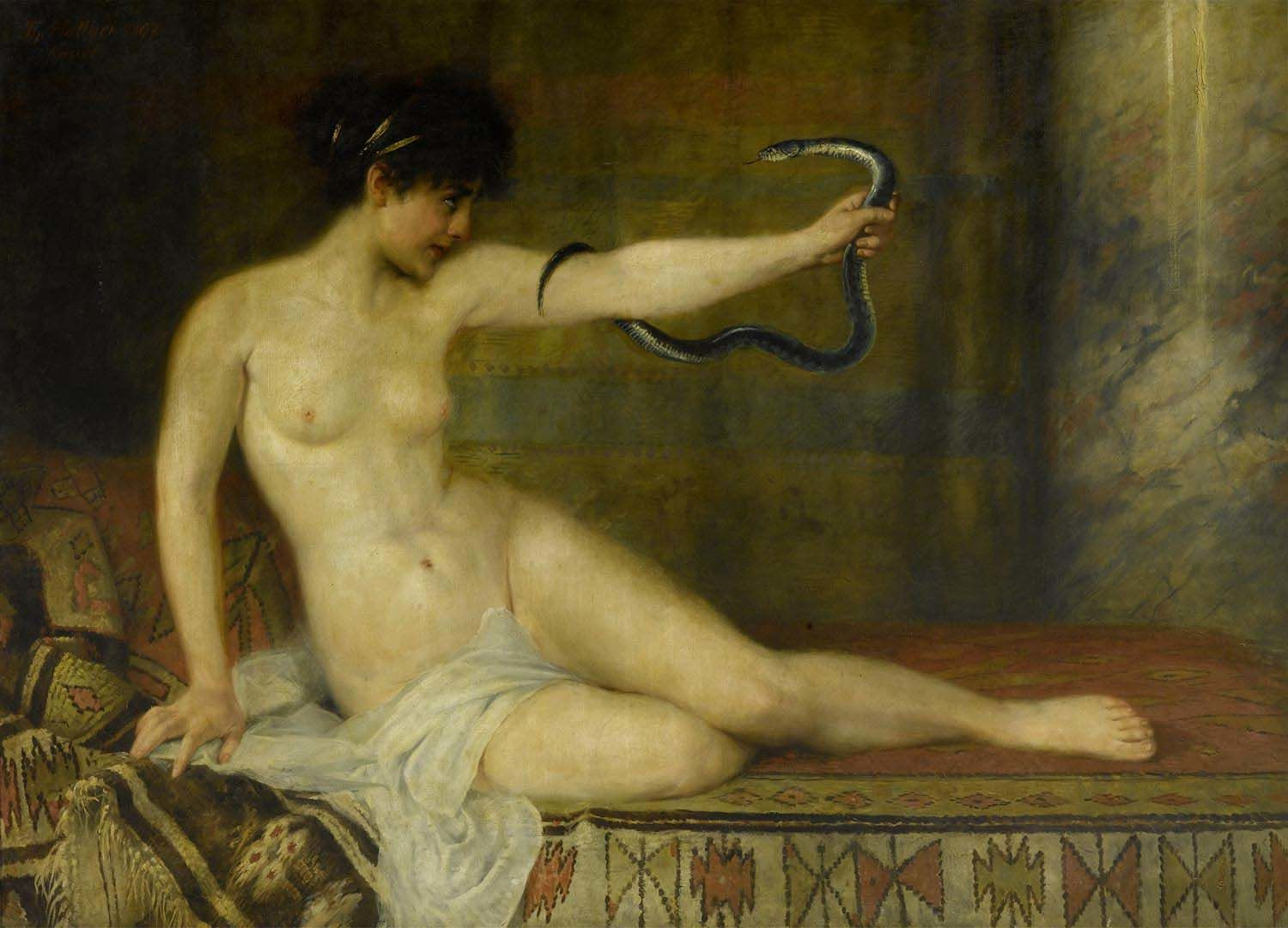
Cléopâtre et le serpent par Theodor Matthei, 1897.

Cet animal fabuleux est populaire dans l’Égypte antique, où on le dit associé à la royauté, puis dans les traités de zoologie grecs. Selon Plutarque, c'est avec ce serpent que Cléopâtre aurait commis son suicide. Il s'agirait d'un cobra égyptien (Naja haje). L'hypothèse a aussi été émise qu'il s'agirait plutôt une vipère à cornes (Cerastes cerastes).
En 1751, trois biologistes renommés (Daubenton, Vandenesse et le Blond) co-écrivent l'article « Aspic » pour l'Encyclopédie de Diderot et d'Alembert : ils synthétisent la littérature sur le sujet, dont ils constatent le foisonnement et le peu de crédibilité, et concluent que « ce que l’on sait de ce reptile parait fort incertain, et en partie fabuleux », achevant de mettre un terme à cette croyance.
Le nom « aspic » survit cependant dans son usage pour désigner la petite vipère européenne Vipera aspis, à la morsure moins dangereuse.